# Афінська школа витончених мистецтв
Афінська школа витончених мистецтв (грец. Ανωτάτη Σχολή Καλών Τεχνών) — провідна вища школа образотворчого мистецтва в Греції. У складі школи два відділення: теорії вільних мистецтв та історії мистецтва.
Школа була заснована в 1837 році як факультет Національного технічного університету. Вона стала отримала незалежний статус університету в 1910 році. Старе студмістечко та адміністрація в Ано-Патісія. 1992 року школа переїхала в новий центр на вулиці Пірея, 256 — у приміщення колишньої ткацької фабрики в 1950-х, яке перебудовано спеціально для університету.

## Відомі викладачі
- Георгіос Іаковідіс
- Умбертос Аргірос
- Георгіос Роілос
- Фотіс Контоглу
- Янніс Мораліс
- Константінос Партеніс

## Відомі студенти
- Ніколаос Гізіс
- Спіридон Вікатос
- Яннуліс Халепас
- Хрістос Капралос
- Телемахос Кантос
- Георгіос Бонанос
- Нікос Енгонопулос
- Янніс Куннеліс
- Янніс Царухіс
- Нікіфорос Літрас
- Янніс Меланітіс
- Дімітріс Мітарас
- Стеліос Фаітакіс

## Міжнародні програми для студентів
- AIESEC